# جون كوين (لاعب كرة قدم أسترالي)
جون كوين (بالإنجليزية: John Coyne)‏ هو لاعب كرة قدم أسترالي، ولد في 18 يوليو 1951 في ليفربول في المملكة المتحدة. شارك مع منتخب أستراليا لكرة القدم. أما مع النوادي، فقد لعب مع دالاس تورنايدو وستوكبورت كونتي وسيدني تايغرز ونادي ترانمير روفرز لكرة القدم ونادي هارتلبول يونايتد وويغان أتلتيك.

## وصلات خارجية
- جون كوين على موقع قاعدة بيانات كرة القدم.إي يو (الإنجليزية)
- جون كوين على موقع ناشيونال فوتبول تيمز (الإنجليزية)